# Flowbird
Flowbird (anciennement Parkeon) est une société française, crée en 2001, spécialisé dans la gestion du stationnement urbain. Elle commercialise des horodateurs et des distributeurs de titres de transport. 

## Historique

### La Compagnie des compteurs
En 1872, la Compagnie des compteurs (CdC) est créée.
La Compagnie des compteurs est une entreprise internationale de fabrication de compteurs de gaz, d'eau et d'électricité située à Montrouge.
En 1923, l'entreprise s'installe à Besançon et construire une usine pour son activité de petite mécanique et d'horlogerie, en sous-traitance pour ses autres unités.
En 1968, la CdC commence la fabrication de parcmètres à Besançon.
En 1970, La CdC est rachetée par Schlumberger et devient « Compteurs Schlumberger» .

### Schlumberger
Alors que le parcmètre a vu le jour en 1935 à Oklahoma City aux États-Unis, l'horodateur a, quant à lui, été inventé en 1972 par la CdC, tout juste renommée Compteurs Schlumberger. C'est l'ingénieur Maurice Fillod, entré dans l'entreprise en 1962, qui est à l'origine de l'invention. L'entreprise a conçu un dispositif capable de gérer le stationnement d'une rue entière et de délivrer un ticket de parking avec la durée autorisée. Le concept à permis de financer des investissements de nouveau produit avec la caisse automatique, le distributeur de titres de transport puis le paiement intégré des contraventions.
- 1977 : Compteurs Schlumberger se divise en plusieurs filiales : Schlumberger Technologie, Enertec, Sereg et Flonic.
- 1980 : Le concept de l'horodateur prend son essor avec la DG3 et l'introduction de sous-ensembles électroniques.
- 1987 : Fusion des filiales de Schlumberger : Enertec, Flonic, Sereg, Volucompteurs, Aster-Boutillon, Adret et Cables Vector.
- 1990 : Schlumberger Industrie devient Schlumberger Technologies.
- 1997 : Le site de Besançon devient Schlumberger Terminaux et Systèmes. Sortie de l'horodateur Stelio[3].
- 1998 : Le site de Besançon devient Schlumberger Test et Transaction[3].
- 2000 : Le site de Besançon prend le nom de e-City[3].

### Parkeon
En 2003, à la suite de la cession de la division Parking et Billettique de Schlumberger, l'entreprise Parkeon est créée.
De 2007 à 2013 la société Parkeon traverse une situation difficile avec notamment deux restructurations financières ainsi que plusieurs changements de direction et d'actionnaires de référence. En 2007, Apax Partners revend Parkeon à Barclays Private Equity (France) via un LBO. En 2013, ce sont les créanciers (ICG et European Capital) qui prennent la main sur l'entreprise. Parkeon connait à cette époque deux restructurations successives. 
En 2010, en partenariat avec Schneider Electric, Parkeon développe un système de recharge du véhicule électrique.
En 2011, Bertrand Barthélemy est nommé président de Parkeon par Barclays PE qui fixe pour objectif de trouver une solution à un état de cessation de paiement latent : la dette est estimée à 200 millions d'euros alors que le chiffre d'affaires est de 175 millions d'euros. Sous la pression du ministre de l'Économie Pierre Moscovici, Besançon étant située à proximité de sa circonscription législative, un accord amiable intervient fin 2012 entre actionnaires, créanciers et banques. Cet accord  permet de pérenniser l'avenir de la société. Fin 2014, Parkeon voit se restaurer sa rentabilité,,.  
Fin 2015, la perspective d'une revente de la société de nouveau rentable a poussé les salariés de l'entreprise à réclamer leur part. Alors que l'équipe dirigeante de l'entreprise s'apprêterait à se répartir 94 millions d'euros, une prime de deux millions d'euros est allouée aux salariés français uniquement. À la fin 2015, Parkeon emploie 540 salariés en France pour un chiffre d'affaires total de 225 millions d'euros.

### Flowbird (2018)
Le 15 octobre 2018, après le rachat, du suédois Cale, Parkeon prend le nom de Flowbird.

## Implantation
Le siège social se trouve à Paris, le site principal de production et centre de R&D se situe à Besançon, berceau de l'entreprise. En 2013, Parkeon emploie environ 1 100 personnes dans le monde dont près de 600 à Besançon. L'entreprise est également présente avec des filiales en Angleterre (à Poole), en Allemagne (à Kiel), en Australie (Sydney), en Belgique (Bruxelles), en Espagne (Madrid), en Italie (Milan) et aux États-Unis (Moorestown, New Jersey). La société s'appuie sur un réseau de partenaires pour renforcer sa présence internationale.
Flowbird propose en France un réseau de huit agences support. Sa clientèle est composée essentiellement de collectivités et d'exploitants[réf. nécessaire].

## Produits et services
Flowbird fabrique des horodateurs, des distributeurs automatiques de titres de transport et des valideurs. Elle développe des services numériques et des applications mobiles :
- outils gestion de parkings d’ouvrage ;
- horodateurs pour les parkings de voirie ;
- les automates pour les titres transports ;
- les services numériques ;
- les applications mobiles (Path to Park : une application mobile de guidage pour chercher une place de stationnement qui se base sur les données de fréquentation des horodateurs)[16].